# 五人の軍隊
『五人の軍隊』（ごにんのぐんたい、原題：Un esercito di 5 uomini）は、1969年制作のマカロニ・ウェスタン。
革命時代のメキシコを舞台に、政府軍の現金輸送列車を襲撃して莫大な砂金を奪取しようとする5人の様々な特技を持つプロフェッショナルたちの活躍を描いたアクション映画。
日本でのビデオタイトルは『列車襲撃大作戦/五人の軍隊』。

## あらすじ
革命時代のメキシコ。元曲芸師のルイスは、雇い主のダッチマンから報酬1000ドルの仕事があるので人を集めて来いと持ちかけられる。怪力自慢のメシト、ダイナマイト使いの名手オーガスタス、剣の達人の東洋人サムライの3人を集めたルイスはダッチマンが待つ場所へ向かう。
そこで4人は、ダッチマンから仕事の内容を初めて聞かされる。それは、政府軍の活動資金となる50万ドルの砂金を積んだ列車を襲って砂金を強奪、革命軍に提供するというものだった。しかし、軍の列車は数十人の兵士と機関銃に守られ、大砲までも備えた、まさに“走る要塞”ともいうべきもので、しかも列車の進む路線の各所に兵士たちが護衛を固めており、計画の実行は容易なものではなかった。
しかし、5人は持ち前のそれぞれの特技を生かして、一見不可能と思われるこの計画を実行に移す。

## キャスト
※括弧内は日本語吹替（初回放送1973年10月11日『木曜洋画劇場』）
- ダッチマン：ピーター・グレイブス（水島弘）- チームの首謀者。
- メシト：バッド・スペンサー（内海賢二）怪力の持ち主で元鉄道員。
- ルイス：ニーノ・カステルヌオーヴォ（山田康雄）- 軽業師。
- オーガスタス：ジェームズ・デイリー（大木民夫）- 爆発物の専門家。
- サムライ：丹波哲郎[2] - 侍。セリフはない。
- マリア：ダニエラ・ジョルダーノ
- マヌエル：クラウディオ・ゴーラ